# Kyrian Jacquet
Kyrian Jacquet (Lyon, 11 de mayo de 2001) es un tenista profesional francés.

## Trayectoria
Jacquet hizo su debut en el cuadro principal del ATP Tour de dobles cuando recibió una entrada comodín al cuadro del Torneo de Roland Garros 2020 junto a su compatriota Corentin Denolly. Se enfrentaron a los primeros cabezas de serie y eventuales semifinalistas, la pareja colombiana Robert Farah y Juan Sebastián Cabal, y ganaron el primer set por 6-3; Finalmente perdieron el partido en tres sets.

## Títulos ATP Challenger (3; 3+0)

### Individuales (3)
| N.° | Fecha                 | Torneo              | Superficie | Oponente en la final | Resultado   |
| --- | --------------------- | ------------------- | ---------- | -------------------- | ----------- |
| 1.  | 22 de octubre de 2023 | Challenger de Olbia | Dura (i)   | Flavio Cobolli       | 6-3, 6-4    |
| 2.  | 9 de febrero de 2025  | Chennai             | Dura       | Elias Ymer           | 7-6(1), 6-4 |
| 3.  | 16 de febrero de 2025 | Nueva Delhi         | Dura       | Billy Harris         | 6-4, 6-2    |